# Seija Simola
Seija Simola (Helsinki, 25. rujna 1944.) je finska pjevačica. Karijeru je započela u 1960-ima, a njen solo album "Seija Simola 1" objavljen je 1970. 22. travnja 1978. je predstavljala Nacionalnu televiziju Finske (YLE) na Euroviziji. Pjesma se zvala "Anna rakkaudelle tilaisuus" (Darujte ljubavi priliku), te je završila na 18. poziciji s 2 boda. Usprkos ovom neuspjehu, Simola je nastavila svoju karijeru u Finskoj.

## Diskografija
- Trio (1970.)
- Seija Simola 1 (1970.)
- Aranjuez mon amour - näkemiin (1970.)
- Rakkaustarina (1971.)
- Seija (1973.)
- Tunteen sain (1976.)
- Seijan kauneimmat laulut (1977.)
- Katseen kosketus (1979.)
- Tunteet (1984.)
- Ota kii - pidä mua (1985.)
- Seija (1986.)
- 20 suosikkia - Sulle silmäni annan (1995.)
- Parhaat - Seija Simola (1995.)
- 20 suosikkia - Rakkauden katse (2002.)
- Sydämesi ääni (2005.)